# St. Nikolaus (Emmereis)

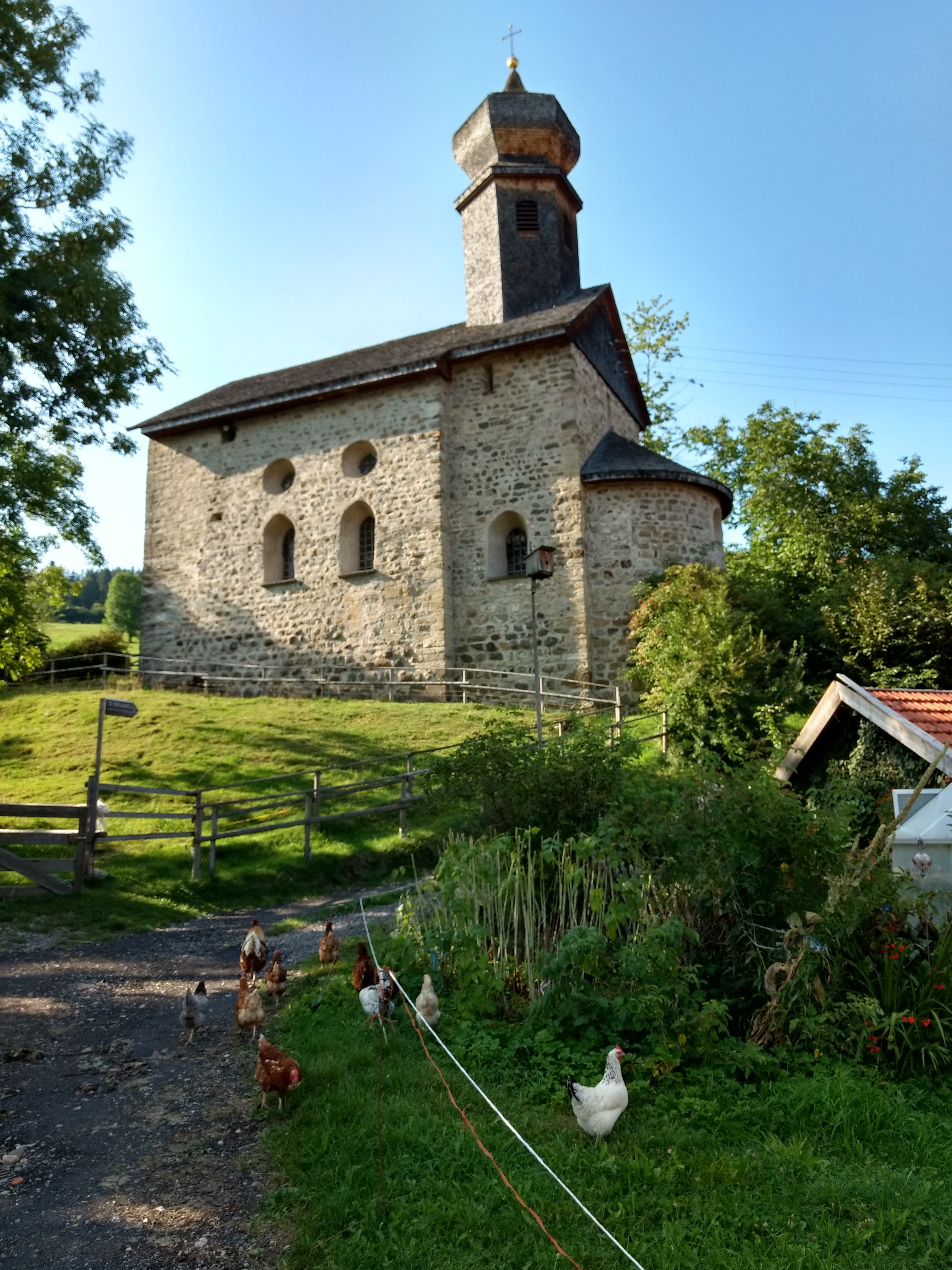
Kapelle St. Nikolaus in Emmereis

St. Nikolaus in Emmereis (Ortsteil von Rettenberg) im Allgäu ist die älteste erhaltene romanische Kapelle des Allgäus. Es handelte sich ursprünglich um eine romanische Landkirche mit profanem Obergeschoss, das jedoch nicht mehr als eigenes Stockwerk vorhanden ist, sondern inzwischen den Kirchenraum nach oben erweitert.

## Geschichte
Mönche erbauten Mitte des 12. Jahrhunderts auf einem Nagelfluh-Felsen beim Weiler Emmereis (Ortsteil der Gemeinde Rettenberg im Oberallgäu) eine Kapelle in Form einer Wehrkirche mit zwei Meter dicken Mauern, einem Sattelturm über dem Chor mit Schießscharten und einem Wehrgang. Erst Mitte des 13. Jahrhunderts wurde der Innenraum nach dem Vorbild St. Peter und Pauls in Reichenau freskiert.
Dem Zeitgeist entsprechend wurde die Kapelle Ende des 15. Jahrhunderts gotisiert. Erhalten sind aus dieser Zeit noch die beiden Apsiden-Figuren St. Nikolaus und St. Stephanus (um 1480) aus der Schule Ivo Strigels. Ein schweres Erdbeben ließ 1509 die Südwestkante der Kapelle einstürzen. Beim Neuaufbau wurden der romanische Südeingang zugemauert und ein gotischer Westeingang geschaffen.
Die Barockisierung brachte durch das Einbringen zusätzlicher Fenster eine Aufhellung, aber auch eine Zerstörung der Fresken, besonders an der Nordseite. Die anderen Fresken wurden zugeputzt und übermalt. 1724/1725 erhielt der bis zur Firsthöhe abgetragene Sattelturm eine zwiebelförmige Haube.
1975 bis 1977 traten bei der Innen- und Außenrenovierung durch das Landesamt für Denkmalpflege die romanischen Fresken wieder zu Tage. Die Kapelle wurde daraufhin weitgehend in ihren Urzustand zurückversetzt.

## Bilder vom Innenraum

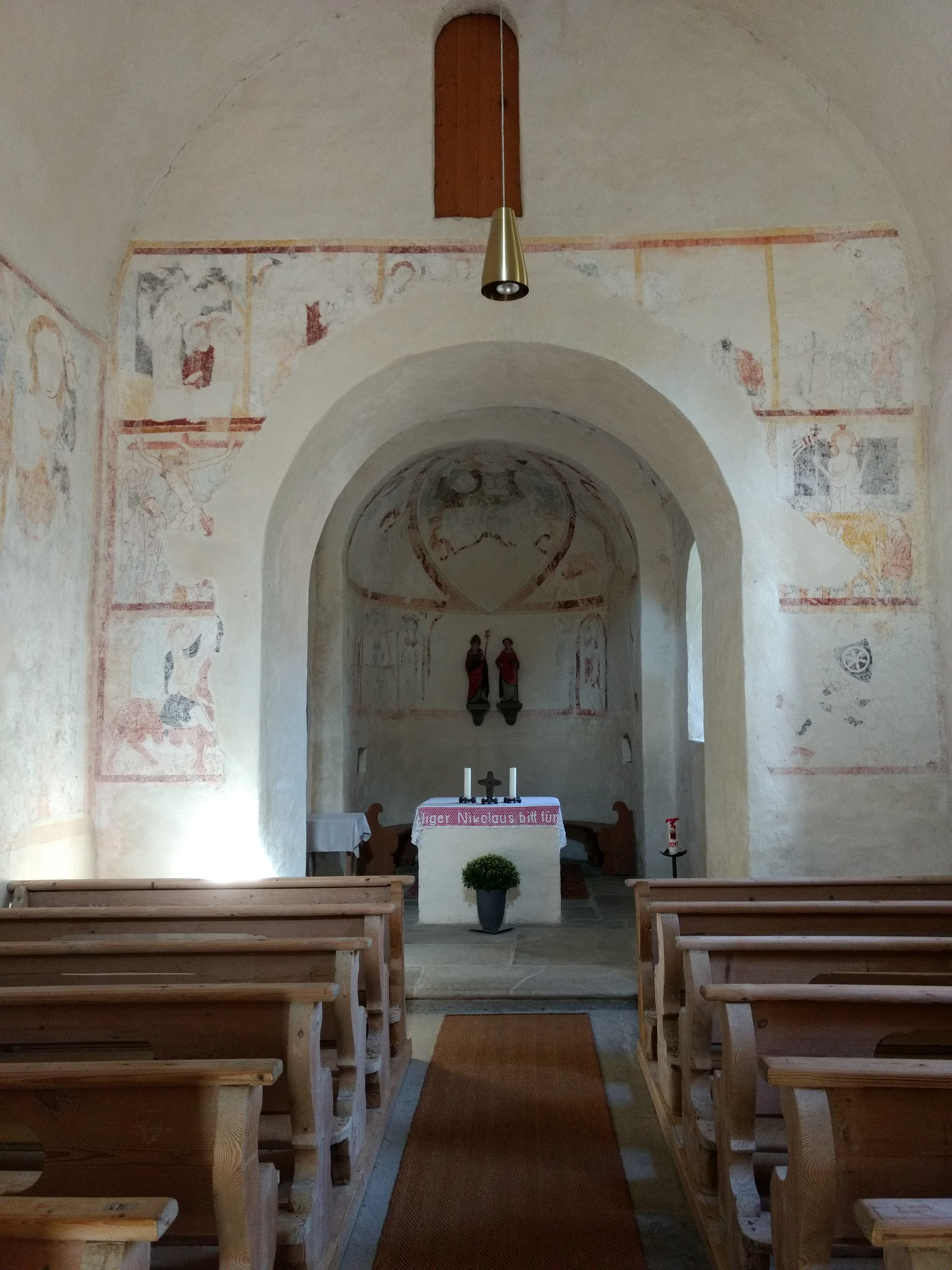
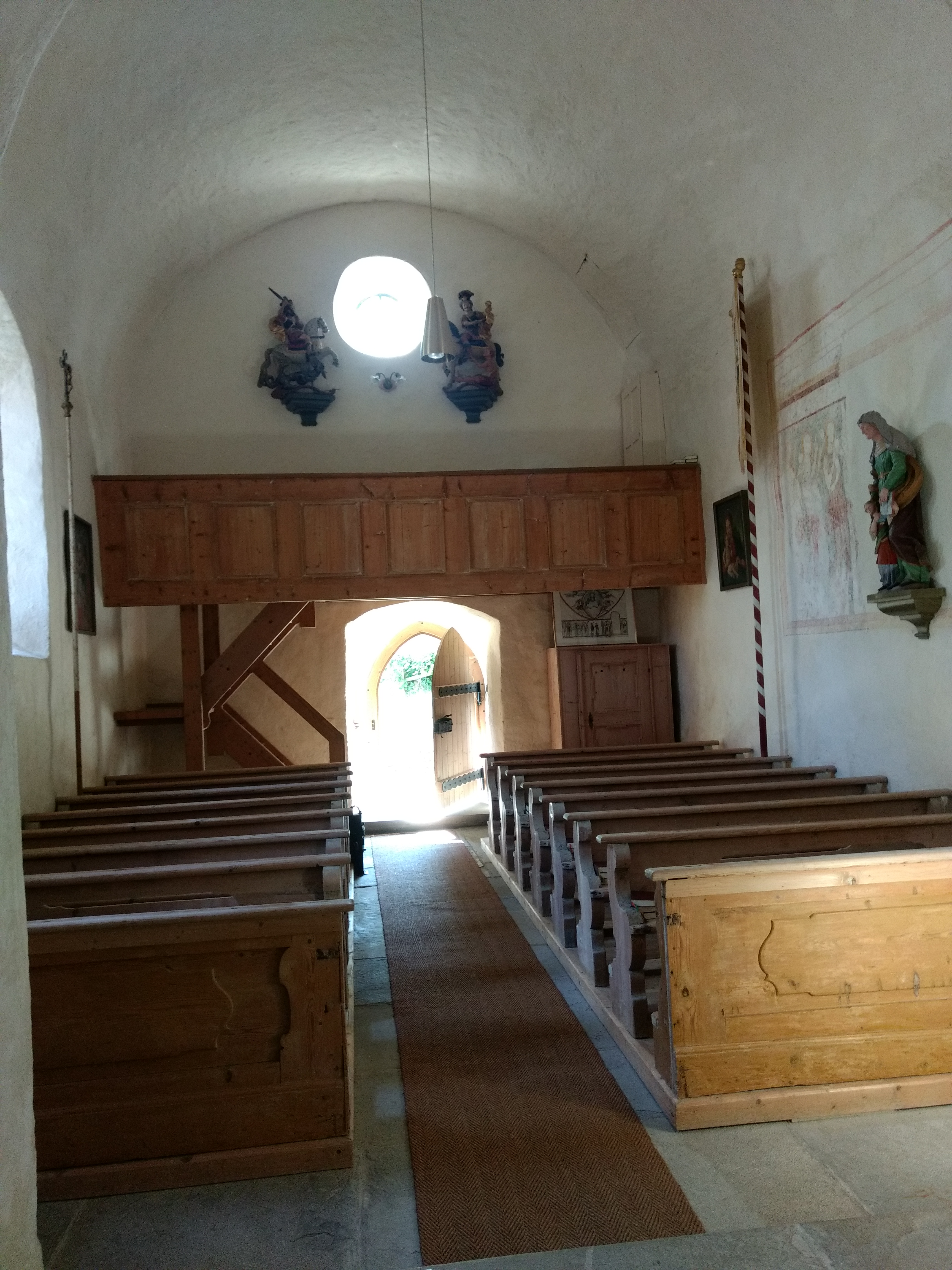